# Johann Fuchs
Johann Fuchs (1631 körül – Vidombák, 1686. július 15.) evangélikus lelkész.

## Élete
Brassóból származott, Marcus Fuchs barcaföldvári lelkész fia volt. Tanult a brassói, majd az iglói gimnáziumban, végül a wittenbergi egyetemen. Hazájába visszatérve, 1657-ben gimnáziumi tanár lett Brassóban és 1662-ben evangélikus lelkész Vidombákon.

## Munkái
- Juveni Praeeximio... Martino Albrichio Mediensi Transsilvano Supremam in Philosophia Lauream Wittebergai dignissime adepto bene precatur... Wittebergae, 1652.
- De constitutione Metaphysicae Diss. I. sub praes. M. Aegidii Strauchii d. 10. Aug. 1653. Wittebergae.
- Collegii Metaphysici Disp. II. proponens Axiomata affectionis entis disjunctas partim primarias, partim secundarias concernentia. Praes. M. Joanne Weissen... d. 18. Maii, Wittebergae, 1653.
- Exercitatio metaphysica de ratione Entis in ordine ad inferiora, quam Ente entium annuente sub praes. M. Josiae Christoph. Neandri... ad diem 25. Junii. Wittebergae, 1653.
- Exercitationum physicarum Disp. II. de causis corporis naturalis in genere et in specie de materia. Praes. M. Joanne Frid. Tatinghoff... d. 23. Julii. Wittebergae, 1653.
- Jehova feliciter concedente de Coelo. Ex Physicis praes. M. Joh. Frid. Tatinghof... d. 23. Junii 1654. Wittebergae.
- Centuriae primae axiomatum sive Regularum philosophicarum Decas IX. Praes. M. Christophoro Graumüllero... Febr. Wittebergae, 1654. (Ezen hat vitairat mellé Brassóban 1659-ben új címlapot nyomatott: Fasciculus Disputationum Philosophicarum, quem Jehova feliciter concedente in electorali ad Albim Academia Wittebergensi florentissima, totoque orte celeberrima, consentienti tamen et permittente Amplissima Facultate Philosophica publici academici exercitii gratia placido dextre Philosophantium examini exposuit in Auditione Philosophorum A. C. 1653. et 1654., – febr. 18. kelt, s a brassói biróhoz és tanácshoz intézett ajánlattal együtt.)